# 寡平鮋
寡平鮋為輻鰭魚綱鮋形目鮋亞目平鮋科的其中一種，為溫帶海水魚，分布於東北太平洋阿拉斯加至墨西哥下加利福尼亞Todos Santos灣海域，棲息深度0-549公尺，體長可達60公分，棲息在礁石區底層水域，卵胎生，幼魚常出現在淺水域，成群活動，以甲殼類及魚類為食，生活習性不明，可做為食用魚、遊釣魚及觀賞魚。